# フェルトペン

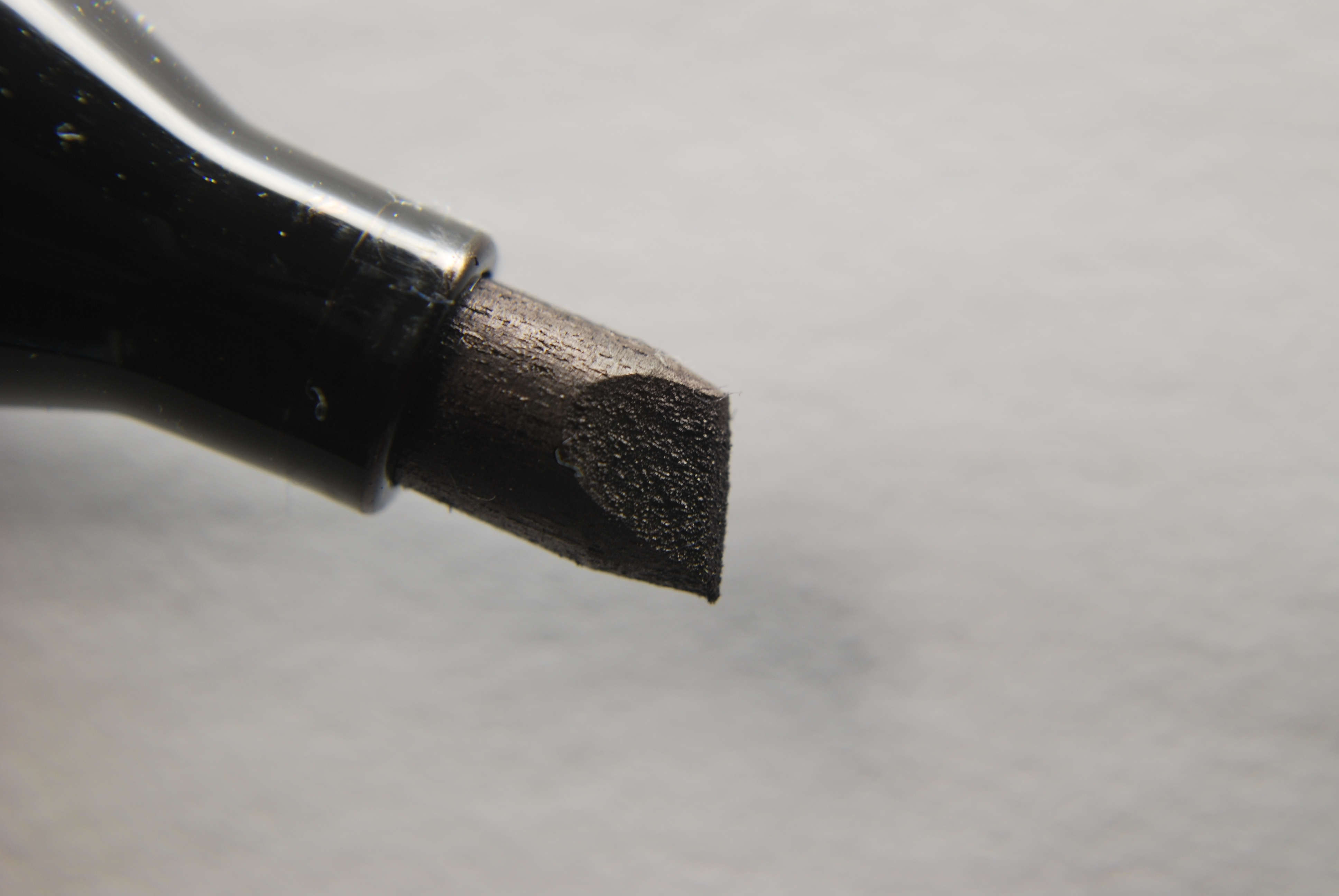
油性マーカーの先端部

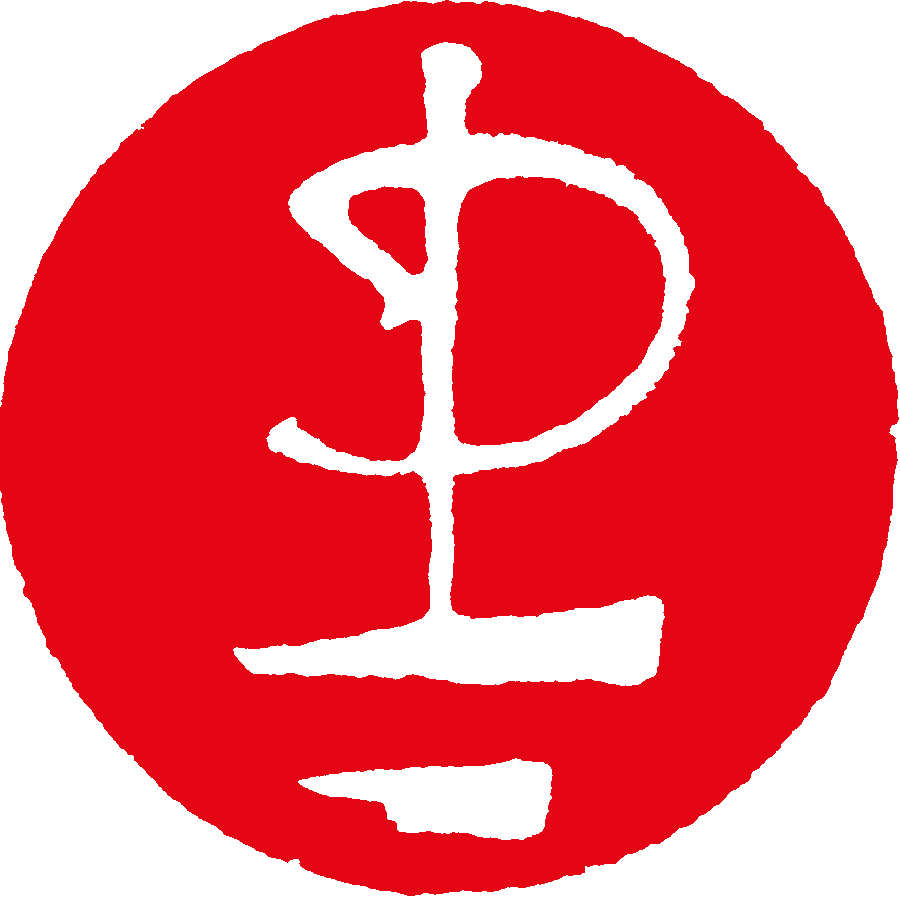
フェルトペンによるサイン
画像は音楽バンド「ピンク・フロイド (Pink Floyd)」の『ザ・ウォール』時代のロゴタイプ。細字・ブラックのフェルトペンを使って勢いよく書いた感じの活字体。

フェルトペン（英：felt pen, felt-tip pen）、マーキングペン（英：marking pen）、マーカーペン（英：marker pen）またはマーカー（英：marker）とは、ペン先にフェルトまたは合成繊維あるいは合成樹脂を使用し、毛細管現象によってペン軸となる容器からインクを吸い出し、描画する筆記具・画材。用途別で様々な名称があり、また、メーカーによって様々な商品名がある。

## 概要
ペン先に成形した繊維質（フェルト、合成繊維）または複雑な断面形状のある合成樹脂の芯を使い、毛細管現象によってペン軸となる容器からインクを吸い出し描画する。ペン先は極太から極細、形も角張ったものから丸みのあるもの、インクに工夫を凝らしたものや多数の色を用意したもの、使い捨てからインクの補充やペン先を交換できるものなど、様々なタイプがある。重力の影響を受けにくく、インクによっては表面のつるつるした物にも描け、それまでの筆記具（ペン、万年筆、筆など）と違い速乾性がある、などの特徴がある。

### 種類

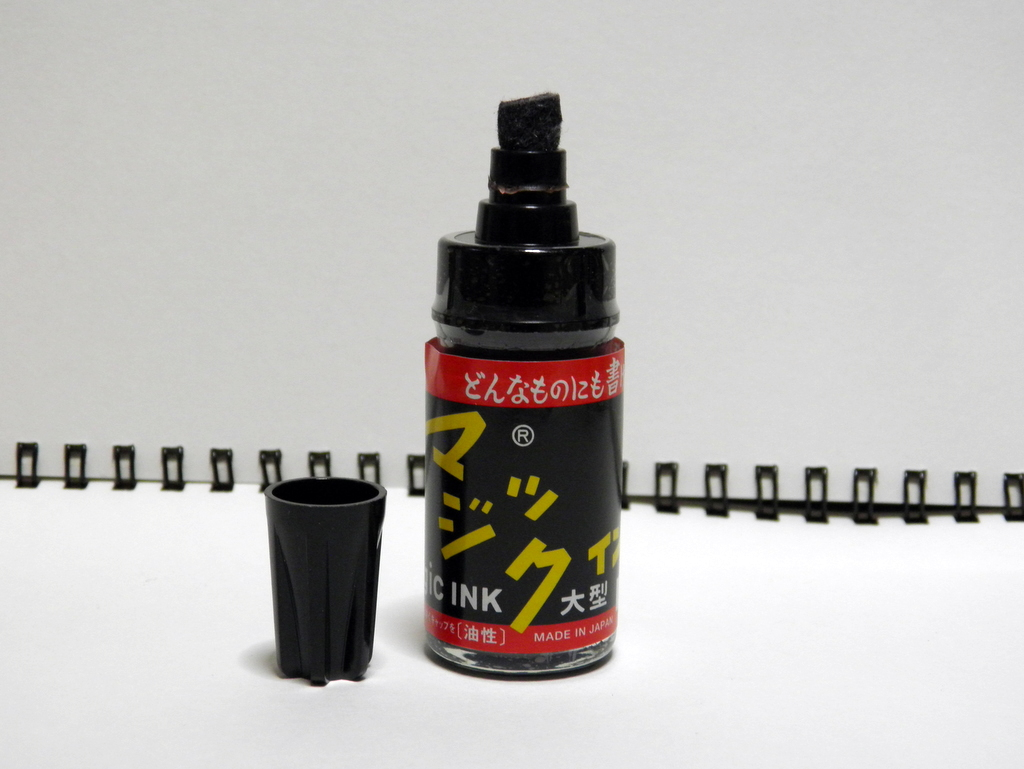
マジックインキ

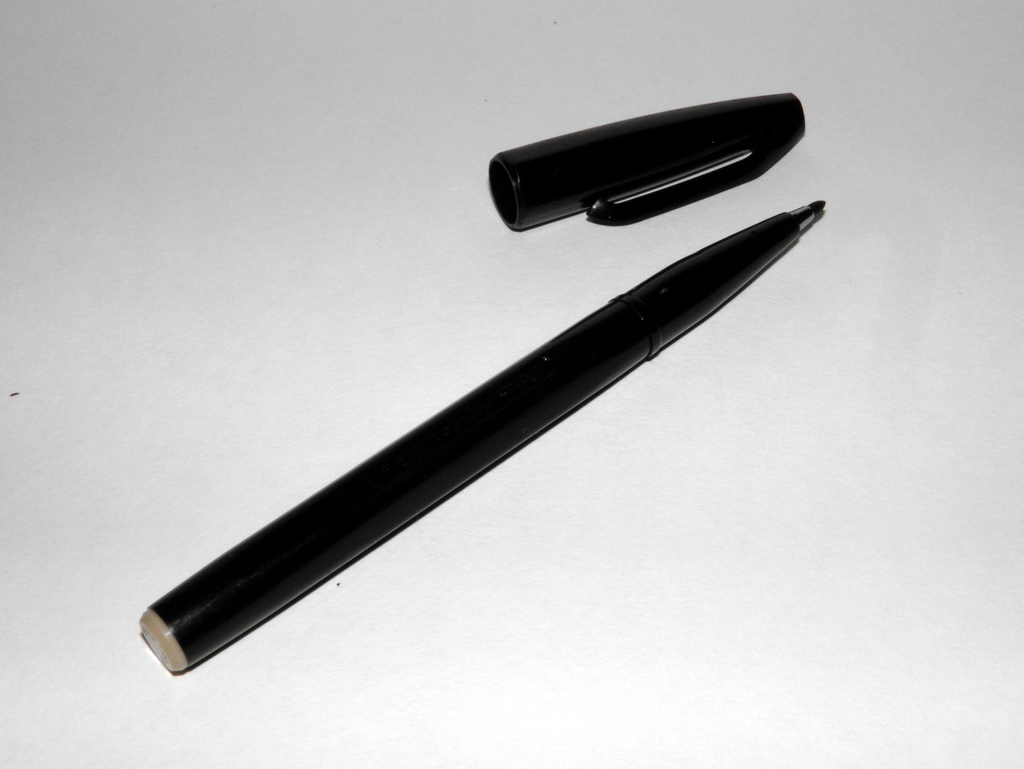
ぺんてるサインペン

フェルトペン
表記揺れ：フエルトペン。こちらを使う業者も一部にはある。
ペン先にフェルトを用いているペンの総称。合成繊維を利用している場合にも、フェルトペンと呼ぶ場合がある。
マーキングペン
日本独自の分類によるフェルトペンの一種。JIS規格 (S 6037) に規定されている名称であり、繊維（フェルト、合成繊維）や合成樹脂のペン先を使用した筆記用具の総称。ただし、水性マーカーの筆ペンは除く。
マジックペン
正確な商品名はマジックインキ。日本語での略称は「マジック」。
耐久性に優れた油性インク（マジックインキ）を使用し日本で最初に登場したマーキングペン（またはマーカー）。ペン先にはフェルトを使用している。寺西化学工業から1953年（昭和28年）に発売された。ガラス・プラスチック・布・皮・木材・金属・陶器などあらゆるものに描くことができる。現在では、この特長を持つ油性マーカー全般のことを「マジック（またはマジックペン）」と呼ぶことがある。
なお、商品名「マジックインキ」の登録商標は、発案した株式会社内田洋行が保有している。また本家のマジックインキは、インクを補充したり、ペン先を交換することができる。
サインペン
紙への筆記に特化し、ペン先に合成繊維または合成樹脂を使ったペンの総称。もともとはぺんてる株式会社の登録商標（商品名）であったが、普及するに連れて一般名詞化した。
従来のペン先の素材であるフェルトでは、太い字しか書けなかったが、これをアクリル繊維のペン先を用いることにより細字を書けるようにした。当初は油性インクを使った「ぺんてるペン」が1960年（昭和35年）に発売されたが、油性では紙に滲み裏移りしてしまうため、これらの欠点を改良し水性インクを用いたものが「ぺんてるサインペン」として1963年（昭和38年）に発売された。現在、本家のぺんてるサインペンは筆記線幅0.8mmであるが、サクラクレパスの極細サインペンは筆記線幅約0.3mmと様々なタイプが発売されている。
蛍光ペン
別名：ラインマーカー、蛍光マーカー
参考書や書類など重要な部分に印をつけておく目的の水性インクのマーカー。印字を塗り潰さないようにインクには透明で蛍光性のあるものが使われている。主に学生の勉強やオフィスでの仕事の際などに使われる。使い捨ての直液式や、インクの詰め替えができるカートリッジ式がある。
暗記ペン
主に暗記目的で、ペンと透明シートを併用する。青色（緑色）で塗った箇所は赤色の透明シートで、赤色で塗った箇所は緑色の透明シートで隠すと、塗った部分が見えなくなる事を利用している。暗記後にマーク箇所を消す事が出来る消しペンもある。また赤色（これに近い橙色・桃色）で書いた文字は赤色の透明シートで隠すと文字が消えて見える。コクヨの「チェックルシリーズ」、ゼブラの「チェックペンシリーズ」、パイロットの「メモリーライン」等がある。
ホワイトボードマーカー
ホワイトボード用のマーカー。ホワイトボード以外にも書くことができ、表面がツルツルに加工されていれば、ホワイトボード同様にインクを布などで拭き取る（消す）ことができる。インクには定着剤が含まれていない油性のアルコール系顔料インキが使われている。
ドローイングペン
日本語独自の別名：ミリペン
紙への描画に特化し、耐水性で均一な極細線が描けるようペン先に合成樹脂を使ったペンの総称。広義には金属製のペン先を使う製図ペンも含む。ミリペンの名称を用いた製品は日本には存在しないが、代表格とされるサクラクレパスのピグマでは3mmから0.05mmのペン先が用意されている。他社のミリペンと呼ばれる製品はおおむね1mm以下のペン先を使っている。
ペイントマーカー
油性顔料インクを使ったマーカー。インクの特長から白や金、銀の色がある。
名前書きペン
ペン先をプラスチック製にして細くしたもので、小物に名前などを書き込むことに特化したペン（またはマーカー）。インクは主に油性で滲みにくくするために工夫されている。
布書き用ペン
布に書き込むことに特化したペン（またはマーカー）。水に溶けにくいインクを使用し、洗濯をしても落ちにくいように工夫されている。
筆ペン
毛筆風の文字を書くためのペン。ペン先は細い合成繊維を束ねたものから合成樹脂で筆の穂先に似せたフェルトペン・サインペンタイプのものもある。

### インク
インク、染料、顔料の詳しい特徴は各項目を参照のこと。またインクの改良により下記の特徴が当てはまらない場合がある。
油性染料インク
速乾性があり、紙、プラスチック、金属、木材、ガラス、布、革、陶器など多くの素材に書くことができる。欠点としては紙など染料が浸透する素材の場合、裏移りしてしまう。
油性顔料インク
染料に代わり顔料を使ったもの。染料に比べ速乾性は劣るが、耐光性に優れており、屋外での標識や園芸用プレートに適している。染料では作れない白や金、銀のような色も作れる。また紙など裏移りしない特長がある。
上記の油性インクは、使用されている有機溶剤によっては強い揮発性があるため、蓋を外したままにしておくとすぐに乾いてしまう。また揮発性、有害性などから締め切った部屋で大量に使う事は勧められない。換気が十分な場所で使用することが求められる。
油性アルコール系顔料インク
ホワイトボードマーカーなどに使われるインク。近年では、従来の油性マーカーの用途にも使われる。
水性染料インク
有機溶剤に代わり水に湿潤剤などを加えた水溶液に染料を溶かしたもの。油性に比べ鮮やかで、紙に書いてもにじみや裏移りが少ない特長があるが、耐水性が劣る。（耐水性のある特殊な水性染料インキもある）。用途としては主にサインペンや筆ペンなど紙への筆記に特化したものに使われる。
水性顔料インク
染料に代わり顔料を使ったもの。紙に書いてもにじみや裏移りがない。耐水性、耐光性に優れ、プラスチック、ガラス、金属などの素材に書くことができる。速乾性は油性に劣る。
なお、どのインクにも言えることだが、長期間太陽光に晒される環境に放置すると、太陽光に含まれる紫外線により色素が破壊され、色あせたり消えてしまう事がある。

### マーカーの用途と普及
素材を選ばず、どこにでも描ける実用的な油性マーカー（マジックインキ）が登場し普及するまで、日本では素材に何かを描画するのには、筆描きが主流であった。筆描きではインクとして主に墨汁などが使われるが、墨汁を用意する手間や、乾くまでの時間、墨汁が垂れたり、素材によっては定着しないなど不便な点があった。その点において、油性マーカーは速乾性や携帯性に優れて連続して描くことができた。特に速報性が求められ、大きな字を書く必要がある様々な場面（街頭での選挙速報やテレビでのニュース解説など）で利用され普及していくようになる。
日本の学校では、生徒が同じ種類の道具を学校内で使っている場合があり、客観的に誰のものであるか、はっきりさせるため名前を書くことが慣習になっている。そのため、素材を選ばない油性マーカーが重宝されることになる。そのほかにも、金属製品に所有者名などを書くためにも利用される。
また、太字の水性マーカーは何らかの情報を告知する際に、大判の紙やホワイトボードなどに書き込むために使われる。

## 歴史
現在のフェルトペンにつながる初期の発明としては、1910年にはアメリカのLee Newmanがフェルトをペン先とするマーキングペンの特許を取得している。また、1926年にはBenjamin Paskachがペン先にスポンジを用いた「fountain paintbrush」という発明の特許を取得している。ただしこれらの発明は商品として発売されなかったので、普及はしていない。
1953年、アメリカのシドニー・ローゼンタール（en:Sidney Rosenthal）が、「インクを入れたガラス管」と「フェルトのペン先」で構成されたペンを発明し、彼の会社であるスピードライ社（Speedry Chemical Products of Richmond Hill）から「マジックマーカー（Magic Marker）」として発売したことにより、フェルトペンの普及が始まる。当初は芸術用品市場を想定していたためか、商品名も「SPEEDRY BRUSHPEN」であった。その後、1957年にスピードライ社は「マジックマーカー」の商標を取得 し、社名も1966年に「スピードライ社」から「Magic Marker（マジックマーカー社）」に変更された。「マジックマーカー」はラベリングや芸術の分野を中心として広く普及し、マーカーペンの代名詞となるが、ライバル社との競争によりマジックマーカー社は1980年に破産している。
1963年、大日本文具（後のぺんてる）が、世界初の水性マーカーとなる「ぺんてる サインペン」を発売。従来のマーカーペンが使っていた油性インクは紙に浸透しやいため、字が滲んだり裏うつりしたりすることが多かったが、インクを水性に変えることで、紙に書きやすくなった。また、従来のマーカーペンはペン先にフェルトを使っているため先端が太かったが、ぺんてるの「サインペン」はペン先にアクリル繊維を使うことで、細いペン先にすることが可能となった。当初はさっぱり売れなかったが、シカゴの文具国際見本市に出展したところ、字が書きやすいとアメリカのリンドン・ジョンソン大統領が気に入って大ヒット商品となり、その人気が逆輸入される形で日本でも普及する。
1950年代後半、アメリカのMartin Heitが発明し、アメリカのDri-Mark社から発売されたものが世界初のホワイトボードである。1968年には日本統計機が日本初のホワイトボードを発売し、同年には文具大手のパイロット萬年筆もホワイトボードを発売（パイロットは1968年に日本初のホワイトボードを発売したと主張しているが、日本統計機ではこれを「真似」だとしている）。当時のホワイトボードは、マーカーペンで書いた字を消すのに濡れた布かティッシュが必要だったため、不便だったので普及しなかったが、1975年にJerry Woolfがボードの表面に付着する速乾性のインクで乾いた布でも消せるペンを発明。その特許権をパイロットが取得し、世界初の「ホワイトボードマーカー」として発売したことでホワイトボードとホワイトボードマーカーの普及が始まる。
1971年、ドイツの文具メーカースタビロが世界初の蛍光ペン「STABILO BOSS」を発売する。
1973年、呉竹が筆ペン「くれ竹筆ぺん」を発売する。筆ペンは「ペン先に繊維を使ったペン」という点でフェルトペンの仲間である。
1982年、サクラクレパスが世界初の水性顔料サインペン「ピグマ」を発売。それまでの水性マーカーペンは染料を使用していたため耐水性・耐光性がなく、上から色を塗ったりすることができなかったが、顔料インクを使うことで、カラーのイラスト製作などにも耐えるようになった。この種のペンは、太さがミリ単位の線幅でラインナップをそろえることで「ミリペン」と呼ばれるようになり、プロの漫画家などにも愛用されることになった。
1990年ごろまで油性マーカーの溶剤としてトルエンやキシレンが使われており、とても臭い上に人体に有害だった。そのため、1980年代後半よりアルコール系の溶剤を使った製品が発売された。その代表例が1987年にいづみや（後のToo）が発売したコピックである。コピーのトナーを溶かさないので「コピック」と名付けられた。特に1993年に発売された「コピックスケッチ」シリーズは、プロのイラスト製作にも耐える「アルコールマーカー」の代表として普及した。

### 日本での歴史
1953年（昭和28年）に寺西化学工業が、国産での油性マーキングペン「マジックインキ」を発売した。寺西化学工業のマジックインキは当初は黒、赤、青の3色だったが、1955年に8色セットを発売、1966年に太書きの「マジックインキ ワイド」を発売するなど、色と太さのバリエーションを増やすことによって人気を不動のものとしたため、日本ではフェルトペンのことを「マジック」と呼ぶことがある。
その後、1959年にパイロットが油性マーキングペン「スーパーカラーインキ」を発売、1963年に呉竹が水性インキで細字の「クレタケドリームペン」を発売するなど、その他の筆記具メーカーも追従するようにマーキングペンの販売を始めたため、輸入品は徐々に姿を消していくことになった。

## 日本国外では
日本国外でも日本と同様に用途や商品により様々な名称がある。下記に英語版ウィキペディアを参考にしたものを記述するが、現地において必ずしも当てはまらない場合がある。
英語圏での種類としては「Permanent marker（永久マーカー）」と「Non-permanent marker（非永久マーカー）」がある。永久マーカーは日本で言う油性マーカーを指し、非永久マーカーはホワイトボードマーカーのように消すことを目的とした水性マーカーを指す。またインクに特徴のある「Highlighters（ハイライター）」は蛍光ペンを指し「Security marker（セキュリティマーカー）」は不可視インク（紫外線を当てると蛍光するインクなど）を使用したマーカーペンを指す。

「Election marker（選挙マーカー）」は、一定期間消すことの出来ないインクで皮膚（指など）に印を描くためのマーカー。主に選挙の際に二重投票の防止などに使われ有権者に投票した旨の印を描くためのマーカーである。
英語圏での名称に関しては「マーカー（marker）」「マジックマーカー（magic marker）」「felts（フェルト）」「felt-pens（フェルトペン）」「felt tips（フェルトチップ）」など。商品名としては、1964年にアメリカ・サンフォード社から登場した永久マーカーペン「Sharpie（シャーピー）」が有名（主に欧米および中南米、オーストラリア、ニュージーランドなど）。またオーストラリアの「Texta」やニュージーランドでの「Vivid 」、南アフリカでの「Koki」など現地で製造販売されている商品名が、当地で一般名詞化している。
スペイン語圏では「rotulador」「marcador」（ともに目印、マーカーという意味。永久マーカーは「Rotulador permanente」。非永久マーカーは「Rotulador no permanente」）または「plumon」と呼ばれる。蛍光ペンは「resaltador」、「rotulador fluorescente」または「fosforito」と呼ばれる。ロシア語およびその影響圏にあるリトアニア、クロアチア、スロベニアでは「фломастер（Flo-Master）」とも呼ばれている。Flo-Masterはもともとは、アメリカのマーカーの商品名である。
インドでは、スケッチに使われるフェルトペンを「sketch pens（スケッチペン）」、通常のマーカーは「markers（マーカー）」と呼ばれる。マレーシアでは、単に「pen（ペン）」、フィリピンでは「Pentel Pen（ペンテルペン）」、インドネシアではマーカーペンを「Spidol」、韓国ではマーキングペンを「Sign pen（サインペン）」「Name pen（ネームペン）」と呼ばれる。

## 主要な商品
日本国内
- マジックインキ　- 寺西化学工業株式会社の商品。
- サインペン - ぺんてる株式会社の商品。
- ハイマッキー- ゼブラ株式会社の商品。
- マイネーム  - 株式会社サクラクレパスの商品。
- ソフトペン - プラチナ萬年筆株式会社の商品。
- ポスカ - 三菱鉛筆株式会社の商品。
- コピック - 株式会社Tooの商品。

日本国外